# چینوک
چینوک (به انگلیسی: Chinook (dog))، نام یکی از نژادهای سگ است که خاستگاه آن به ایالات متحده آمریکا بازمی‌گردد.